# Phyllachora abyssinica
Phyllachora abyssinica är en svampart som beskrevs av Henn. 1893. Phyllachora abyssinica ingår i släktet Phyllachora och familjen Phyllachoraceae.   Inga underarter finns listade i Catalogue of Life.